# Lights of New York
Lights of New York is een Amerikaanse misdaadfilm geregisseerd door Bryan Foy in 1928.
Het was de eerste volledig gesynchroniseerde geluidsfilm, uitgebracht door Warner Bros. Pictures.

## Rolverdeling
| Acteur           | Personage        |
| ---------------- | ---------------- |
| Helene Costello  | Kitty Lewis      |
| Cullen Landis    | Eddie Morgan     |
| Mary Carr        | Mrs. Morgan      |
| Wheeler Oakman   | 'Hawk' Miller    |
| Gladys Brockwell | Molly Thompson   |
| Robert Elliott   | Detective Crosby |
| Eugene Pallette  | Gene             |
| Tom Dugan        | Sam              |
| Tom McGuire      | Collins          |
| Walter Percival  | Jake Jackson     |
| Guy D'Ennery     | Tommy            |
| Jere Delaney     | Dan Dickson      |